# Demonax lineatus
Demonax lineatus är en skalbaggsart som först beskrevs av Louis Alexandre Auguste Chevrolat 1863.  Demonax lineatus ingår i släktet Demonax och familjen långhorningar. Inga underarter finns listade i Catalogue of Life.